# Phygadeuon hudsonicus
Phygadeuon hudsonicus är en stekelart som först beskrevs av Cresson 1868.  Phygadeuon hudsonicus ingår i släktet Phygadeuon och familjen brokparasitsteklar. Inga underarter finns listade i Catalogue of Life.